# بامپس (ویرجینیا)
بامپس (به انگلیسی: Bumpass) یک منطقهٔ مسکونی در ایالات متحده آمریکا است که در شهرستان لوئیسا، ویرجینیا واقع شده‌است. بامپس ۹۹٫۹۸ متر بالاتر از سطح دریا واقع شده‌است.